# Seznam dílů seriálu Superčíči
Toto je seznam dílů seriálu Superčíči.

## Přehled řad
| Řada | Díly          | Premiéra v USA | Premiéra v USA |
| Řada | Díly          | První díl      | Poslední díl   |
| ---- | ------------- | -------------- | -------------- |
| 1    | 26            | 11. ledna 2023 | 19. ledna 2024 |
| 2    | bude oznámeno | 5. dubna 2024  | bude oznámeno  |

## Seznam dílů

### První řada (2023–2024)
| Č. v seriálu | Č. v řadě | Původní název                      | Scénář | Storyboard                                             | Premiéra v USA     | Prod. kód |
| ------------ | --------- | ---------------------------------- | --- | ------------------------------------------------------ | ------------------ | --------- |
| 1            | 12        | The Great Yarn CaperGet the Boot   | námět: Evan Gore a Heather Lombard scénář: Leah Gotcsik a Kris Marvin Hughes námět: Evan Gore, Heather Lombard a Mia Resella scénář: Nick Confalone a Kris Marvin Hughes | Francisco AvalosChiara Finotello                       | 11. ledna 2023     | 101       |
| 2            | 34        | Fireworks FrightCheese Trees       | námět: Evan Gore a Heather Lombard scénář: Leah Gotcsik a Sarah Mullervy Leah Gotcsik a Sarah Mullervy                                                                   | Peter HugganChiara Finotello                           | 12. ledna 2023     | 102       |
| 3            | 56        | Silent SurpriseFufu Snafu          | námět: Evan Gore a Heather Lombard scénář: Nick Confalone a Ghia Godfree námět: Evan Gore a Heather Lombard scénář: Leah Gotcsik a Corey Powell                          | Graeme LeeSarrah Campbell                              | 13. ledna 2023     | 103       |
| 4            | 78        | Super-FanBubble Bother             | Ghia GodfreeYotam Tubul | Sunk-Ik ChoPeter Huggan                                | 20. ledna 2023     | 104       |
| 5            | 910       | Groggy GroundhogsGo Birdy          | Laura Kleinbaum a M.A. LarsonDavid Grubstick | Chiara FinotelloGraeme Lee                             | 27. ledna 2023     | 108       |
| 6            | 1112      | Blueberry BonanzaSnow Day          | Princess LucajVera Starbard | Peter HugganSunk-Ik Cho                                | 3. února 2023      | 112       |
| 7            | 1314      | Have a BallZsa Zsa Zoom            | Laura KleinbaumKris Marvin Hughes | Kelli BortGraeme Lee                                   | 10. února 2023     | 105       |
| 8            | 1516      | Missing Mr. GreeniePiano Problem   | Sarah MullervyPatrick Rieger | Peter HugganKelli Bort                                 | 17. února 2023     | 107       |
| 9            | 1718      | Treat Truck TroubleLeapin' Laser   | Morgan Von Anckennámět: Monique Hall scénář: Kris Marvin Hughes | Sunk-Ik ChoSarrah Campbell                             | 24. února 2023     | 106       |
| 10           | 1920      | Toy-TastropheNight Light           | Yotam TubulCharlotte Fullerton | Chiara FinotelloKelli Bort                             | 3. března 2023     | 110       |
| 11           | 2122      | Burble BungleSticky Situation      | Scott GrayAmy Keating Rogers | Max SalazarGraeme Lee                                  | 10. března 2023    | 111       |
| 12           | 2324      | Lab Rat Lift-OffRockin' Rockhound  | Morgan Von AnckenCindy Morrow | Kelli BortChiara Finotello                             | 17. března 2023    | 113       |
| 13           | 2526      | Hole Lot of TroubleRoboctopus      | Kris Marvin HughesMitch Larson | Graeme LeeSunk-Ik Cho                                  | 28. dubna 2023     | 114       |
| 14           | 2728      | Bird BopPickle Problem             | David GrubstickGhia Godfree | Peter HugganJordan Munson                              | 12. května 2023    | 115       |
| 15           | 2930      | Cat Tree CaperShowstopper          | Sarah MullervyVera Starbard | Kelli BortChiara Finotello                             | 2. června 2023     | 116       |
| 16           | 3132      | Sparks vs. SparksPoochy Playdate   | Morgan Von AnckenYotam Tubul | Graeme LeeSunk-Ik Cho                                  | 9. června 2023     | 117       |
| 17           | 3334      | Voice With No ChoiceBrother Battle | Scott GrayDavid Grubstick | Kelli BortPeter Huggan                                 | 23. června 2023    | 118       |
| 18           | 3536      | Lost SparkBitsy Bellyache          | Mario López-CorderoNick Confalone a Princess Daazhraii Johnson | Sunk-Ik ChoChiara Finotello                            | 14. července 2023  | 119       |
| 19           | 3738      | Amara's TiaraFurball Blooper       | M.A. LarsonSarah Mullervy | Graeme LeeChiara Finotello                             | 28. července 2023  | 120       |
| 20           | 3940      | Fruit LootBuddy Wanna-Be           | Ta'riq FisherMichael Goldberg | Graeme LeeHannah Bosnian                               | 18. srpna 2023     | 121       |
| 21           | 4142      | Bundle of BitsiesFrantic Flyer     | David GrubstickSarah Mullervy | Chiara FinotelloJordan Munson                          | 15. září 2023      | 125       |
| 22           | 43        | Howloween Cat                      | Nick Confalone | Hannah Bosnian a Graeme Lee                            | 25. září 2023      | 123       |
| 23           | 4445      | CheesenadoTalented Troublemake     | Yotam TubulCindy Morrow | Graeme Lee a Hannah BosnianJordan Munson a Max Salazar | 6. října 2023      | 126       |
| 24           | 46        | Merry Mousemas                     | Sarah Mullervy | Sunk-Ik Cho a Peter Huggan                             | 28. listopadu 2023 | 109       |
| 25           | 4748      | Missing Hot DogMysterious Magician | Scott Gray a Nick ConfaloneMorgan Von Ancken | Hannah Bosnian a Sunk-Ik ChoChiara Finotello           | 8. prosince 2023   | 124       |
| 26           | 4950      | Vanishing ValentinesGolden Gift    | Ghia GodfreeYotam Tubul | Sunk-Ik ChoChiara Finotello                            | 19. ledna 2024     | 122       |

### Druhá řada:Su-Purr Charged(2024–)
| Č. v seriálu | Č. v řadě | Původní název              | Scénář                                     | Storyboard                                               | Premiéra v USA  | Prod. kód |
| ------------ | --------- | -------------------------- | ------------------------------------------ | -------------------------------------------------------- | --------------- | --------- |
| 27           | 12        | Jumbo RatNew Friend Fiasco | Kris Marvin HughesYotam Tubul              | Marlon Deane a Mirco ChenNathan Affolter a Alex Leung    | 5. dubna 2024   | 201       |
| 28           | 34        | Dancing PiggySuper Helpers | Jeff Poliquin a Sarah MullervyGhia Godfree | Bora Moon a Alicia de KoningAlicia Kok a Brian Wong      | 12. dubna 2024  | 202       |
| 29           | 56        | Museum MayhemBig Dig       | Ta'riq FisherDavid Grubstick               | Craig George a James RoneyNathan Affolter a Marlon Deane | 19. dubna 2024  | 203       |
| 30           | 78        | Copy HatsTelescope Trouble | Megan GonzalezPatrick Rieger               | Mirco Chen a Alex LeungAlicia de Koning a Bora Moon      | 26. dubna 2024  | 204       |
| 31           | 910       | Cat's PajamasCountry Kitty | Yotam TubulJeff Poliquin                   | Alicia de Koning a Bora MoonCraig George a James Roney   | 24. května 2024 | 205       |

### Třetí řada
Byla objednána třetí řada seriálu.